# James Hartness

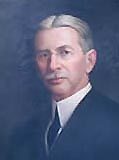
James Hartness

James Hartness (* 3. September 1861 in Schenectady, New York; † 2. Februar 1934 in Springfield, Vermont) war ein US-amerikanischer Politiker und von 1921 bis 1923 Gouverneur des Bundesstaates Vermont.

## Frühe Jahre und Aufstieg
James Hartness wuchs in Cleveland (Ohio) und in Connecticut auf. Danach ließ er sich in Springfield in Vermont nieder. Im Alter von 16 Jahren begann er als Maschinist zu arbeiten. Bei der Jones and Lamson Machine Company stieg er bis zum Jahr 1900 bis zum Präsidenten der Firma auf. Hartness machte sich auch als Erfinder einen Namen. Seine Erfindungen, vor allem im Werkzeugbereich, ließen sich so gut vermarkten, dass Hartness bald zum reichsten Mann in Vermont wurde. Er wurde Präsident der amerikanischen Handwerkervereinigung (American Society of Mechanical Engineers) und vieler ähnlicher Organisationen. Unter seinen zahlreichen Erfindungen war auch ein Teleskop, das zu astronomischen Zwecken verwendet wurde.

## Hartness als Luftfahrtpionier
Seit 1913 widmete er sich auch der Fliegerei. In diesem Jahr ist er in Deutschland erstmals mit einem Zeppelin gefahren. Zurück in den Vereinigten Staaten erwarb er seine Pilotenlizenz. Bald war er Präsident des Vermont Aero Club und an der Gründung des ersten Flugfeldes in Vermont, dem „Hartness State Airport“, beteiligt. Er hatte schon früh die Vision der kommerziellen Luftfahrt. Während des Ersten Weltkriegs war er Berater der Streitkräfte im Hinblick auf den Bau und den Einsatz von Fluggeräten. Nach seinem Atlantikflug im Jahr 1927 besuchte Charles Lindbergh Hartness in Vermont, um damit dessen Verdienste um die Luftfahrt in den USA zu unterstreichen.

## Politische Laufbahn
James Hartness war Mitglied der Republikanischen Partei. Neben seinen geschäftlichen Tätigkeiten war Hartness zwischen 1915 und 1921 Mitglied des Bildungsausschusses seines Staates. In den Jahren des Ersten Weltkriegs war er im Auftrag der Bundesregierung für die Kontrolle und Verwaltung der Lebensmittel in Vermont verantwortlich. 1920 wurde er zum neuen Gouverneur seines Staates gewählt. Dieses Amt übte er zwischen dem 6. Januar 1921 und dem 4. Januar 1923 aus. Als Gouverneur setzte er sich für die landwirtschaftliche und industrielle Weiterentwicklung seines Staates ein. Er unterstützte das Frauenwahlrecht, das anlässlich seiner Wahl im Jahr 1920 erstmals in Vermont ausgeübt wurde. In seiner Amtszeit wurde auch erstmals eine Frau in die Legislative gewählt.

## Weiterer Lebenslauf
Hartness lehnte 1922 eine erneute Kandidatur für das Amt des Gouverneurs ab. Stattdessen widmete er sich weiter seinen geschäftlichen und privaten Interessen. Er war mit Lena Sanford Pond verheiratet und hatte mit ihr zwei Kinder. Eine seiner Töchter heiratete Ralph Flanders, der zwischen 1946 und 1959 den Staat Vermont im US-Senat vertrat. James Hartness starb im Februar 1934.